# Назимов, Павел Викторович
Павел Викторович Назимов (4 февраля 1996) — российский футболист, нападающий.

## Биография
Воспитанник петербургского «Зенита». В составе академии «Зенита» становился лучшим бомбардиром первенства Северо-Западного федерального округа (2011), участвовал в финальной стадии первенства России (2013). С 2013 года выступал за молодёжный состав команды, сыграл 69 матчей и забил 17 голов в молодёжном первенстве, а также 17 матчей (2 гола) в юношеской Лиге Европы. С 2014 года также привлекался к играм «Зенита-2», принял участие в 8 матчах во втором и первом дивизионах.
В 2014 году участвовал в мемориале Гранаткина в составе сборной Санкт-Петербурга, на турнире стал автором нескольких голов.
В начале 2017 года перешёл в финский клуб «Лахти». Дебютный матч в чемпионате Финляндии сыграл 5 апреля 2017 года против «СИК», выйдя на замену на 77-й минуте вместо Микко Кунингаса. 23 мая 2017 года в игре против «Мариехамна» забил свой первый гол.